# Robert Laird Borden
Robert Laird Borden (Grand-Pré, Nova Scotia, 26 juni 1854 - Ottawa, 10 juni 1937) was een Canadees politicus en de achtste minister-president van zijn land. Gedurende zijn ambtstermijn, van 1911 tot 1920, leidde hij Canada door de Eerste Wereldoorlog.

## Vroege politieke carrière
Borden werd in een klein plaatsje in Nova Scotia geboren en genoot onderwijs aan het Acacia Villa Seminary. Hij studeerde rechten en oefende vanaf 1878 het beroep van advocaat uit. Vanaf 1882 werkte hij voor een advocatenkantoor in Halifax waarvan hij in 1890 de leiding kon overnemen.
Minister-president Charles Tupper haalde in 1896 Borden over om zich voor de Conservatieve Partij kandidaat te stellen voor een zetel in het Canadees Lagerhuis. Hoewel Tupper de verkiezingen verloor, won Borden wel een zetel en hij nam als lid van de oppositie plaats in het parlement. Na een nieuwe verkiezingsnederlaag trad Tupper in 1900 af als partijleider en in 1901 werd Borden gekozen om de Conservatieve partij te leiden in haar oppositie tegen het beleid van de Liberaal Wilfrid Laurier.
Bij parlementsverkiezingen in 1905 verloren de Conservatieven nogmaals en zelfs Borden moest zijn zetel inleveren, ofschoon hij korte tijd later via een tussentijdse verkiezingen (by-election) weer in het Lagerhuis zitting kwam. De verkiezingen van 1908 leverden de conservatieven weliswaar zetelwinst op, maar Lauriers Liberalen bleven aan de macht.
Een tweedeling in de Liberale Partij die zich in 1910 begon af te tekenen en conflicten over onder meer het defensiebeleid en vrijhandel met de Verenigde Staten zorgde in 1911 voor een grote verkiezingsoverwinning voor de Conservatieven en op 10 oktober 1911 werd Borden ingezworen als nieuwe minister-president.

## Minister-presidentschap
Interne verdeeldheid over het regeringsbeleid zorgde voor een aantal moeizame jaren voor Borden en partijleden uit de Franstalige provincie Quebec probeerden hem te vervangen als partijleider. In 1913 dreigde een kabinetscrisis over plannen voor een aparte marinemacht voor Canada, los van het moederland Groot-Brittannië. Een wetsontwerp hiertoe van Borden sneuvelde in de Canadese senaat maar Borden koos ervoor over dit onderwerp geen verkiezingen uit te schrijven.

### Eerste Wereldoorlog
In augustus 1914 brak de Eerste Wereldoorlog uit. Daar het buitenlandse beleid voor de aanname van het Statuut van Westminster in 1932 nog immer door het Moederland werd bepaald, betekende dit automatisch dat ook Canada in oorlog met Duitsland was. Aanvankelijk stond het land achter het beleid van de regering en steunde ook de Franstalige gemeenschap de oorlogsinspanning. Een door het parlement goedgekeurde War Measures Act gaf de regering buitengewone bevoegdheden buiten de volksvertegenwoordiging om. Gaandeweg verloor Borden steun onder de Franstaligen en het aantal rekruten uit de Engelstalige provincies was vele malen hoger dan dat uit het Franstalige Quebec.
Tijdens een bezoek aan Groot-Brittannië in 1915 eiste Borden meer invloed voor Canada in het oorlogsbeleid, iets wat in 1916 ook inderdaad gebeurde.
In juni 1917 diende Bordens regering een wetsvoorstel in om dienstplicht in te voeren, iets wat op grote weerstand vanuit Quebec stuitte. In oktober van dat jaar stelde Borden aan de Liberale leider Laurier voor om een regering van nationale eenheid te vormen, iets wat de oud minister-president weigerde. Vele Liberalen uit de Engelstalige provincies sloten zich echter toch bij Borden aan en onder de naam Union Party veroverden zij een overweldigende meerderheid bij de parlementsverkiezingen van 1917. Gedurende 1917 en 1918 voerde Bordens regering steeds strengere wetten in, onder meer om stemrecht van dienstweigeraars en Duitstalige burgers te beperken. In 1918 vonden in Quebec rellen plaats waarbij militaire rekruteerders werden gedood.
Gedurende het grootste deel van de tweede helft van 1918 en 1919 verbleef Borden in Europa waar hij Canada vertegenwoordigde bij de vredesonderhandelingen. Borden zorgde, dankzij Canadas oorlogsinspanningen, ervoor dat Canada meer prestige kreeg in de wereld en een meer onafhankelijke koers ging varen, los van Groot-Brittannië.

## Na de oorlog
Na zijn terugkeer naar Canada probeerde Borden de steun voor de Conservatieven in Quebec weer enigszins op te bouwen en hij ging daarin zover dat hij zei af te treden als dat de partij zou helpen, hetgeen door zijn partij werd afgeslagen. Op 10 juli 1920 nam Borden toch ontslag, mede in verband met zijn verslechterende gezondheid. Arthur Meighen volgde hem op.
Toen zijn gezondheid weer verbeterde, werd Borden de Canadese vertegenwoordiger bij de Conferentie van Washington in 1921-1922 en bij de Volkerenbond in 1930.
Borden overleed in 1937 op 82-jarige leeftijd. Hij was de laatste minister-president van Canada die werd geridderd en als sir kan benoemd worden. Zijn beeltenis siert het $100 biljet. Het plaatsje Borden in West-Australië werd naar hem vernoemd.